# 斯普林格 (新墨西哥州)
斯普林格（英語：Springer）是一個位於美國新墨西哥州科爾法克斯縣的城鎮。

## 人口
根據2020年美國人口普查的數據，斯普林格的面積為5.84平方千米，當中陸地面積為5.71平方千米，而水域面積為0.13平方千米。當地共有人口931人，而人口密度為每平方千米159人。